# Warden (métro de Toronto)
Pour les articles homonymes, voir Warden.
Warden est une station de la ligne 2 Bloor-Danforth, du Métro de Toronto. Elle est située sous la St. Clair Avenue East à l'intersection de la Warden Avenue, à Toronto dans la province Ontario au Canada.

## Situation sur le réseau

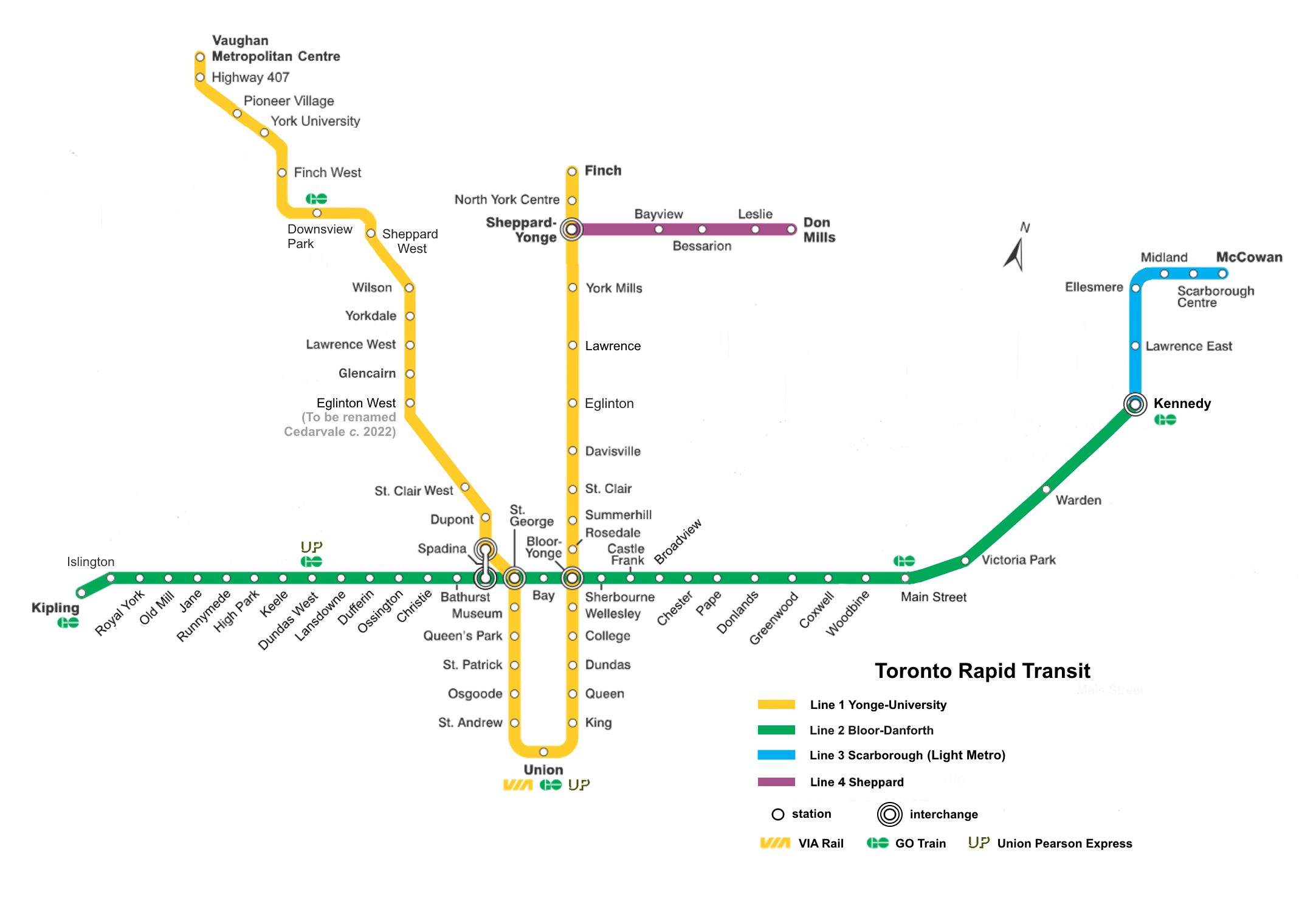
Plan du métro de Toronto (2018).

Établie en aérien, la station Warden de la ligne 2 Bloor-Danforth, est précédée par la station Victoria Park, en direction du terminus Kipling, et elle est suivie par la station terminus Kennedy,.

## Histoire
La station Warden est mise en service le 10 mai 1968.
La station fut le terminus de la ligne Bloor-Danforth jusqu'à l'ouverture de la station Kennedy en 1980.
Durant l'année 2009-2010, elle dispose d'une fréquentation moyenne de 26 830 passagers par jour.

## Services aux voyageurs

### Intermodalité
Elle est desservie par les bus des lignes : 9 Bellamy, 16 McCowan, 17 Birchmount, 68 Warden, 69 Warden South, 70 O'Connor, 102 Markham Road et 135 Gerrard.